# Amir Yusuf Pohan
Amir Yusuf Pohan (14 settembre 1971) è un ex calciatore indonesiano, di ruolo centrocampista.

## Carriera

### Club
Ha sempre giocato nel campionato indonesiano.

### Nazionale
Con la maglia della nazionale ha partecipato alla Coppa d'Asia 2004.